# Compiègne
Compiègne (wymowaⓘ) – miasto i gmina we Francji, w regionie Hauts-de-France, w departamencie Oise, nad rzeką Oise.
W Compiègne doszło do wielu ważnych wydarzeń historycznych:
- w 665 r. święty Wilfrid wyświęcił tutaj biskupa Yorku
- w 877 r. Karol Łysy przywozi całun – jak podają zapisy z Akwizgranu
- w lutym 888 r. Odo, hrabia Paryża został koronowany na króla Franków
- 23 maja 1430 – podczas wojny stuletniej, w trakcie próby wyzwolenia Compiègne, Joanna d’Arc dostała się do niewoli angielskiej
- w 1630 r. Compiègne było miejscem zesłania Marii Medycejskiej za próby spiskowania przeciw kardynałowi Richelieu
- 17 lipca 1794 – 16 karmelitanek z Compiègne zostało zgilotynowanych w Paryżu podczas okresu Wielkiego Terroru
- 11 listopada 1918 – podpisano w Compiègne I rozejm między siłami walczącymi w I wojnie światowej
- 9 czerwca 1940 – podczas II wojny światowej Compiègne zostało zajęte przez wojska niemieckie
- 22 czerwca 1940 o godz. 18:32 doszło do II rozejmu w Compiègne. Niemcy zmusili Francuzów, by rozmowy miały miejsce tym samym wagonie, w którym 22 lata wcześniej podpisano I rozejm. Tym sposobem Niemcy uwypuklili fakt jak bardzo odwróciły się role względem poprzedniej wojny. Przedstawiciel dowództwa pokonanych wojsk francuskich gen. Charles Huntziger podpisał rozejm w obecności Adolfa Hitlera i dowódcy Luftwaffe marszałka Rzeszy Hermanna Goeringa oraz szefa OKW gen. Wilhelma Keitla na warunkach przedstawionych przez gen. Alfreda Jodla.

W tamtejszym Musée national de la voiture et du tourisme znajduje się samochód elektryczny La Jamais Contente, na którym Camille Jenatzy przekroczył w 1899 r. po raz pierwszy prędkość 100 km/h.

## Miejscowości partnerskie
- Arona
- Bury St Edmunds
- Elbląg
- Huy
- Kirjat Tiwon
- Landshut
- Raleigh
- Shirikawa
- Vianden